# Liste des localités de la république de Kabardino-Balkarie
 (mars 2025).
La mise en forme du texte ne suit pas les recommandations de Wikipédia : il faut le « wikifier ».
Les points d'amélioration suivants sont les cas les plus fréquents :
- Les titres sont pré-formatés par le logiciel. Ils ne sont ni en capitales, ni en gras.
- Le texte ne doit pas être écrit en capitales (les noms de famille non plus), ni en gras, ni en italique, ni en « petit »…
- Le gras n'est utilisé que pour surligner le titre de l'article dans l'introduction, une seule fois.
- L'italique est rarement utilisé : mots en langue étrangère, titres d'œuvres, noms de bateaux, etc.
- Les citations ne sont pas en italique mais en corps de texte normal. Elles sont entourées par des guillemets français : « et ».
- Les listes à puces sont à éviter, des paragraphes rédigés étant largement préférés. Les tableaux sont à réserver à la présentation de données structurées (résultats, etc.).
- Les appels de note de bas de page (petits chiffres en exposant, introduits par l'outil «  Source ») sont à placer entre la fin de phrase et le point final[comme ça].
- Les liens internes (vers d'autres articles de Wikipédia) sont à choisir avec parcimonie. Créez des liens vers des articles approfondissant le sujet. Les termes génériques sans rapport avec le sujet sont à éviter, ainsi que les répétitions de liens vers un même terme.
- Les liens externes sont à placer uniquement dans une section « Liens externes », à la fin de l'article. Ces liens sont à choisir avec parcimonie suivant les règles définies. Si un lien sert de source à l'article, son insertion dans le texte est à faire par les notes de bas de page.
- La présentation des références doit suivre les conventions bibliographiques. Il est recommandé d'utiliser les modèles {{Ouvrage}}, {{Chapitre}}, {{Article}}, {{Lien web}} et/ou {{Bibliographie}}. Le mode d'édition visuel peut mettre en forme automatiquement les références.
- Insérer une infobox (cadre d'informations à droite) n'est pas obligatoire pour parachever la mise en page.

Pour une aide détaillée, merci de consulter Aide:Wikification.
Si vous pensez que ces points ont été résolus, vous pouvez retirer ce bandeau et améliorer la mise en forme d'un autre article.
La Kabardino-Balkarie comprend au début de 2020 les localités suivantes:
- 8 villes,
- 172 localités rurales.

Dans la liste, les localités sont réparties (au sein de la structure administrative-territoriale ) en unités administratives-territoriales : 3 villes d'importance républicaine et 10 raïons (dans le cadre de l'organisation de l'autonomie locale (structure municipale), ils correspondent à 3 okrougs urbains et 10 raïons municipaux).
La population des localités rurales est donnée selon le recensement de la population de 2010, la population des localités urbaines (villes) est estimée au 1er janvier 2023.

## Villes d'importance républicaine (okrougs urbaines)

### Naltchik
| N° | Localité       | Nom russe   | Statut  | Population |
| -- | -------------- | ----------- | ------- | ---------- |
| 1  | Adiïoukh       | Адиюх       | village | 2195       |
| 2  | Belaïa Retchka | Белая Речка | village | 3776       |
| 3  | Kenjé          | Кенже       | village | 9969       |
| 4  | Naltchik       | Нальчик     | ville   | 247 054    |
| 5  | Khassania      | Хасанья     | village | 9772       |

### Baksan
| N° | Localité     | Nom russe  | Statut  | Population |
| -- | ------------ | ---------- | ------- | ---------- |
| 1  | Baksan       | Баксан     | ville   | 39 749     |
| 2  | Dygoulybgueï | Дыгулыбгей | village | 20 975     |

### Prokhladny
| N° | Localité   | Nom russe  | Statut | Population |
| -- | ---------- | ---------- | ------ | ---------- |
| 1  | Prokhladny | Прохладный | ville  | 59 778     |

## Raïons

### Raïon de Baksan
| N° | Localité                       | Nom russe                  | Statut  | Population |
| -- | ------------------------------ | -------------------------- | ------- | ---------- |
| 1  | Atajoukino                     | Атажукино                  | village | 6165       |
| 2  | Baksanionok                    | Баксанёнок                 | village | 8616       |
| 3  | Verkhni Kourkoujine            | Верхний Куркужин           | village | 3049       |
| 4  | Jankhoteko                     | Жанхотеко                  | village | 1231       |
| 5  | Zaïoukovo                      | Заюково                    | village | 12 005     |
| 6  | Islameï                        | Исламей                    | village | 11 799     |
| 7  | Kichpek                        | Кишпек                     | village | 4922       |
| 8  | Krementchoug-Konstantinovskoïe | Кременчуг-Константиновское | village | 1603       |
| 9  | Kouba                          | Куба                       | village | 5163       |
| 10 | Kouba-Taba                     | Куба-Таба                  | village | 3161       |
| 11 | Nijni Kourkoujine              | Нижний Куркужин            | village | 3622       |
| 12 | Psykhoureï                     | Псыхурей                   | village | 2805       |
| 13 | Psytchokh                      | Псычох                     | village | 978        |

### Raïon de la Zolka
| N° | Localité         | Nom russe       | Statut    | Population |
| -- | ---------------- | --------------- | --------- | ---------- |
| 1  | Batekh           | Батех           | village   | 1288       |
| 2  | Belokamenskoïe   | Белокаменское   | village   | 622        |
| 3  | Djenal           | Дженал          | village   | 303        |
| 4  | Zaloukodes       | Залукодес       | possiolok | 1593       |
| 5  | Zaloukokoaje     | Залукокоаже     | village   | 9889       |
| 6  | Zolskoïe         | Зольское        | village   | 1418       |
| 7  | Kamennomostskoïe | Каменномостское | village   | 6005       |
| 8  | Kamlioukovo      | Камлюково       | village   | 2350       |
| 9  | Kichmalka        | Кичмалка        | village   | 1583       |
| 10 | Malka            | Малка           | village   | 7170       |
| 11 | Oktiabrskoïe     | Октябрьское     | village   | 715        |
| 12 | Priretchnoïe     | Приречное       | village   | 1127       |
| 13 | Psynadakha       | Псынадаха       | village   | 1606       |
| 14 | Sarmakovo        | Сармаково       | village   | 8495       |
| 15 | Svetlovodskoïe   | Светловодское   | village   | 1493       |
| 16 | Sovkhoznoïe      | Совхозное       | village   | 715        |
| 17 | Khabaz           | Хабаз           | village   | 1782       |
| 18 | Chordakovo       | Шордаково       | village   | 1749       |
| 19 | Etoko            | Этоко           | village   | 769        |

### Raïon de la Lesken
| N° | Localité       | Nom russe      | Statut  | Population |
| -- | -------------- | -------------- | ------- | ---------- |
| 1  | Anzoreï        | Анзорей        | village | 7746       |
| 2  | Argoudan       | Аргудан        | village | 8941       |
| 3  | Verkhni Lesken | Верхний Лескен | village | 165        |
| 4  | Vtoroï Lesken  | Второй Лескен  | village | 2489       |
| 5  | Ierokko        | Ерокко         | village | 905        |
| 6  | Ozrek          | Озрек          | village | 1552       |
| 7  | Tachly-Tala    | Ташлы-Тала     | village | 740        |
| 8  | Ouroukh        | Урух           | village | 4559       |
| 9  | Khatoueï       | Хатуей         | village | 3920       |

### Raïon de Maïski
| N° | Localité            | Nom russe          | Statut                 | Population |
| -- | ------------------- | ------------------ | ---------------------- | ---------- |
| 1  | 612 km              | 612 км             | halte ferroviaire      | 0          |
| 2  | Aleksandrovskaïa    | Александровская    | stanitsa               | 3646       |
| 3  | Baksan              | Баксан             | croisement ferroviaire | 20         |
| 4  | Baksanski           | Баксанский         | khoutor                | 27         |
| 5  | Koldrasinski        | Колдрасинский      | khoutor                | 203        |
| 6  | Kotliarevskaïa      | Котляревская       | stanitsa               | 3185       |
| 7  | Krasnaïa Poliana    | Красная Поляна     | village                | 66         |
| 8  | Lesnoïe             | Лесное             | village                | 59         |
| 9  | Maïski              | Майский            | ville                  | 26 286     |
| 10 | Novo-Ivanovskoïe    | Ново-Ивановское    | village                | 2236       |
| 11 | Novo-Koursk         | Ново-Курский       | khoutor                | 351        |
| 12 | Oktiabrskoïe        | Октябрьское        | village                | 1089       |
| 13 | Pravo-Ourvanski     | Право-Урванский    | khoutor                | 165        |
| 14 | Prisibo-Malkinskoïe | Пришибо-Малкинское | village                | 56         |
| 15 | Sarskoïe            | Сарское            | village                | 433        |
| 16 | Slavianski          | Славянский         | khoutor                | 51         |

### Prokhladnenski
| N° | Localité            | Nom russe         | Statut             | Population |
| -- | ------------------- | ----------------- | ------------------ | ---------- |
| 1  | Aleksandrovski      | Александровский   | khoutor            | 176        |
| 2  | Altoud              | Алтуд             | village            | 6126       |
| 3  | Blagovechtchenka    | Благовещенка      | village            | 233        |
| 4  | Vinogradnoïe        | Виноградное       | village            | 523        |
| 5  | Vostotchnoïe        | Восточное         | village            | 306        |
| 6  | Gvardeïskoïe        | Гвардейское       | village            | 404        |
| 7  | Grabovets           | Грабовец          | khoutor            | 160        |
| 8  | Granitchnoïe        | Граничное         | village            | 426        |
| 9  | Dalneïe             | Дальнее           | village            | 819        |
| 10 | Iekaterinogradskaïa | Екатериноградская | stanitsa           | 3662       |
| 11 | Zaretchnoïe         | Заречное          | village            | 996        |
| 12 | Karagatch           | Карагач           | village            | 6574       |
| 13 | Komsomolskoïe       | Комсомольское     | village            | 526        |
| 14 | Krasnosselskoïe     | Красносельское    | village            | 1380       |
| 15 | Lesnoïe             | Лесное            | village            | 894        |
| 16 | Malakanovskoïe      | Малакановское     | village            | 523        |
| 17 | Matveïevski         | Матвеевский       | khoutor            | 284        |
| 18 | Minski              | Минский           | khoutor            | 181        |
| 19 | Novo-Voznessenski   | Ново-Вознесенский | khoutor            | 223        |
| 20 | Novo-Ossetinski     | Ново-Осетинский   | khoutor            | 392        |
| 21 | Novo-Pokrovski      | Ново-Покровский   | khoutor            | 1426       |
| 22 | Novo-Poltavskoïe    | Ново-Полтавское   | village            | 1290       |
| 23 | Novo-Troïtski       | Ново-Троицкий     | khoutor            | 208        |
| 24 | Petropavlovski      | Петропавловский   | khoutor            | 198        |
| 25 | Priblijnaïa         | Приближная        | village            | 1911       |
| 26 | Pridorojnoïe        | Придорожное       | village            | 166        |
| 27 | Primalkinskoïe      | Прималкинское     | village            | 5664       |
| 28 | Progress            | Прогресс          | village            | 269        |
| 29 | Proletarskoïe       | Пролетарское      | village            | 2593       |
| 30 | Psynchoko           | Псыншоко          | village            | 787        |
| 31 | Saratovski          | Саратовский       | khoutor            | 380        |
| 32 | Sovetskoïe          | Советское         | village            | 504        |
| 33 | Soldatskaïa         | Солдатская        | chemin de fer gare | 655        |
| 34 | Soldatskaïa         | Солдатская        | stanitsa           | 4622       |
| 35 | Stepnoïe            | Степное           | village            | 200        |
| 36 | Oulianovskoïe       | Ульяновское       | village            | 605        |
| 37 | Outchebnoïe         | Учебное           | village            | 1264       |
| 38 | Tsoraïevski         | Цораевский        | khoutor            | 108        |
| 39 | Tchernigovskoïe     | Черниговское      | village            | 598        |
| 40 | Chardanovo          | Шарданово         | chemin de fer gare |            |
| 41 | Iantarnoïe          | Янтарное          | village            | 1134       |

### Raïon de Terek
| N° | Localité           | Nom russe         | Statut                 | Population |
| -- | ------------------ | ----------------- | ---------------------- | ---------- |
| 1  | Akedouk            | Акведук           | village                | 5          |
| 2  | Arik               | Арик              | village                | 2966       |
| 3  | Beloglinskoïe      | Белоглинское      | village                | 512        |
| 4  | Verkhni Akbach     | Верхний Акбаш     | village                | 2739       |
| 5  | Verkhni Kourp      | Верхний Курп      | village                | 1504       |
| 6  | Deïskoïe           | Дейское           | village                | 5035       |
| 7  | Djoulat            | Джулат            | village                | 290        |
| 8  | Zavodskoïe         | Заводское         | village                | 516        |
| 9  | Inarkoï            | Инаркой           | village                | 1500       |
| 10 | Internatsionalnoïe | Интернациональное | village                | 457        |
| 11 | Krasnoarmeïskoïe   | Красноармейское   | village                | 1472       |
| 12 | Kouïan             | Куян              | village                | 549        |
| 13 | Maly Terek         | Малый Терек       | village                | 12         |
| 14 | Nijni Akbach       | Нижний Акбаш      | village                | 1036       |
| 15 | Nijni Kourp        | Нижний Курп       | village                | 1384       |
| 16 | Novaïa Balkarie    | Новая Балкария    | village                | 1167       |
| 17 | Novo-Khamidié      | Ново-Хамидие      | village                | 665        |
| 18 | Opytnoïe           | Опытное           | village                | 712        |
| 19 | Planovskoïe        | Плановское        | village                | 3641       |
| 20 | Psynachkho         | Псынашхо          | village                | 16         |
| 21 | Tambovskoïe        | Тамбовское        | village                | 910        |
| 22 | Terek              | Терек             | ville                  | 19 990     |
| 23 | Terekskoïe         | Терекское         | village                | 2186       |
| 24 | Ourojaïnoïe        | Урожайное         | village                | 2127       |
| 25 | Ouroukh            | Урух              | croisement ferroviaire | 3          |
| 26 | Khamidié           | Хамидие           | village                | 1747       |
| 27 | Chikouleï          | Шикулей           | village                | 11         |

### Raïon d'Ourvan
| N° | Localité           | Nom russe    | Statut  | Population |
| -- | ------------------ | ------------ | ------- | ---------- |
| 1  | Guermaïnchik       | Герменчик    | village | 4030       |
| 2  | Kabardinka         | Кабардинка   | village | 120        |
| 3  | Kakhoun            | Кахун        | village | 7749       |
| 4  | Morzokh            | Морзох       | village | 1174       |
| 5  | Nartkala           | Нарткала     | ville   | 32 982     |
| 6  | Nijni Tcherek      | Нижний Черек | village | 3064       |
| 7  | Psygansou          | Псыгансу     | village | 6946       |
| 8  | Psykod             | Псыкод       | village | 1507       |
| 9  | Psynabo            | Псынабо      | village | 1803       |
| 10 | Stari Tcherek      | Старый Черек | village | 6770       |
| 11 | Ourvan             | Урвань       | village | 5692       |
| 12 | Tchiornaïa Retchka | Чёрная Речка | village | 2536       |
| 13 | Chithala           | Шитхала      | village | 1185       |

### Raïon de Tcheguem
| N° | Localité       | Nom russe    | Statut     | Population |
| -- | -------------- | ------------ | ---------- | ---------- |
| 1  | Bouloungou     | Булунгу      | village    | 773        |
| 2  | Zviozdny       | Звёздный     | possiolok  | 1627       |
| 3  | Kamenka        | Каменка      | village    | 2906       |
| 4  | Letchinkaï     | Лечинкай     | village    | 5326       |
| 5  | Nartan         | Нартан       | village    | 16 075     |
| 6  | Nartan         | Нартан       | croisement | 187        |
| 7  | Nijni Tchegem  | Нижний Чегем | village    | 1836       |
| 8  | Khouchto-Syrt  | Хушто-Сырт   | village    | 721        |
| 9  | Tchegem        | Чегем        | ville      | 20 837     |
| 10 | Tchegem Vtoroï | Чегем Второй | village    | 10 722     |
| 11 | Chalouchka     | Шалушка      | village    | 13 607     |
| 12 | Eltouby        | Эльтюбю      | village    | 246        |
| 13 | Ianikoï        | Яникой       | village    | 3505       |

### Raïon du Tcherek
| N° | Localité            | Nom russe        | Statut    | Population |
| -- | ------------------- | ---------------- | --------- | ---------- |
| 1  | Aouchiguer          | Аушигер          | village   | 5122       |
| 2  | Babouguent          | Бабугент         | village   | 3909       |
| 3  | Bezengui            | Безенги          | village   | 1269       |
| 4  | Verkhniaïa Balkaria | Верхняя Балкария | village   | 5072       |
| 5  | Verkhniaïa Jemtala  | Верхняя Жемтала  | village   | 1799       |
| 6  | Guerpeguej          | Герпегеж         | village   | 1348       |
| 7  | Jemtala             | Жемтала          | village   | 3097       |
| 8  | Zaraguij            | Зарагиж          | village   | 1788       |
| 9  | Karassou            | Карасу           | village   | 576        |
| 10 | Kachkhataou         | Кашхатау         | possiolok | 6417       |

### Raïon de l'Elbrouz
| N° | Localité       | Nom russe      | Statut  | Population |
| -- | -------------- | -------------- | ------- | ---------- |
| 1  | Baïdaïevo      | Байдаево       | village | 52         |
| 2  | Bedyk          | Бедык          | village | 516        |
| 3  | Bylym          | Былым          | village | 2228       |
| 4  | Verkhni Baksan | Верхний Баксан | village | 600        |
| 5  | Kiondelen      | Кёнделен       | village | 6817       |
| 6  | Lachkouta      | Лашкута        | village | 856        |
| 7  | Neïtrino       | Нейтрино       | village | 606        |
| 8  | Teguenekli     | Тегенекли      | village | 317        |
| 9  | Terskol        | Терскол        | village | 1327       |
| 10 | Tyrniaouz      | Тырныауз       | ville   | 22 061     |
| 11 | Elbrouz        | Эльбрус        | village | 3818       |